# Christina Oertli
Christina Oertli (ur. 10 września 1974) – niemiecka zapaśniczka walcząca w stylu wolnym. Piąta na mistrzostwach świata w 2002. Brązowa medalistka mistrzostw Europy w 2002. Siódma w Pucharze Świata w 2003.
Siedmiokrotna mistrzyni Niemiec w latach: 1996, 1997 i 1999 – 2003; druga w 1994 i 1998 roku.